# C'mere
C'mere è un singolo del gruppo musicale statunitense Interpol, pubblicato nel 2005 ed estratto dal loro secondo album in studio Antics.

## Tracce
- 7"

1. C'mere – 3:12
2. Not Even Jail (remix) – 5:39

- CD

1. C'mere – 3:12
2. Public Pervert (Carlos D remix) – 8:08
3. Length of Love (Fog vs. Mould remix) – 7:47